# Sprossende Zeitlose
Die Sprossende Zeitlose (Colchicum soboliferum) ist eine Pflanzenart aus der Gattung der Zeitlosen (Colchicum) in der Familie der Zeitlosengewächse (Colchicaceae).

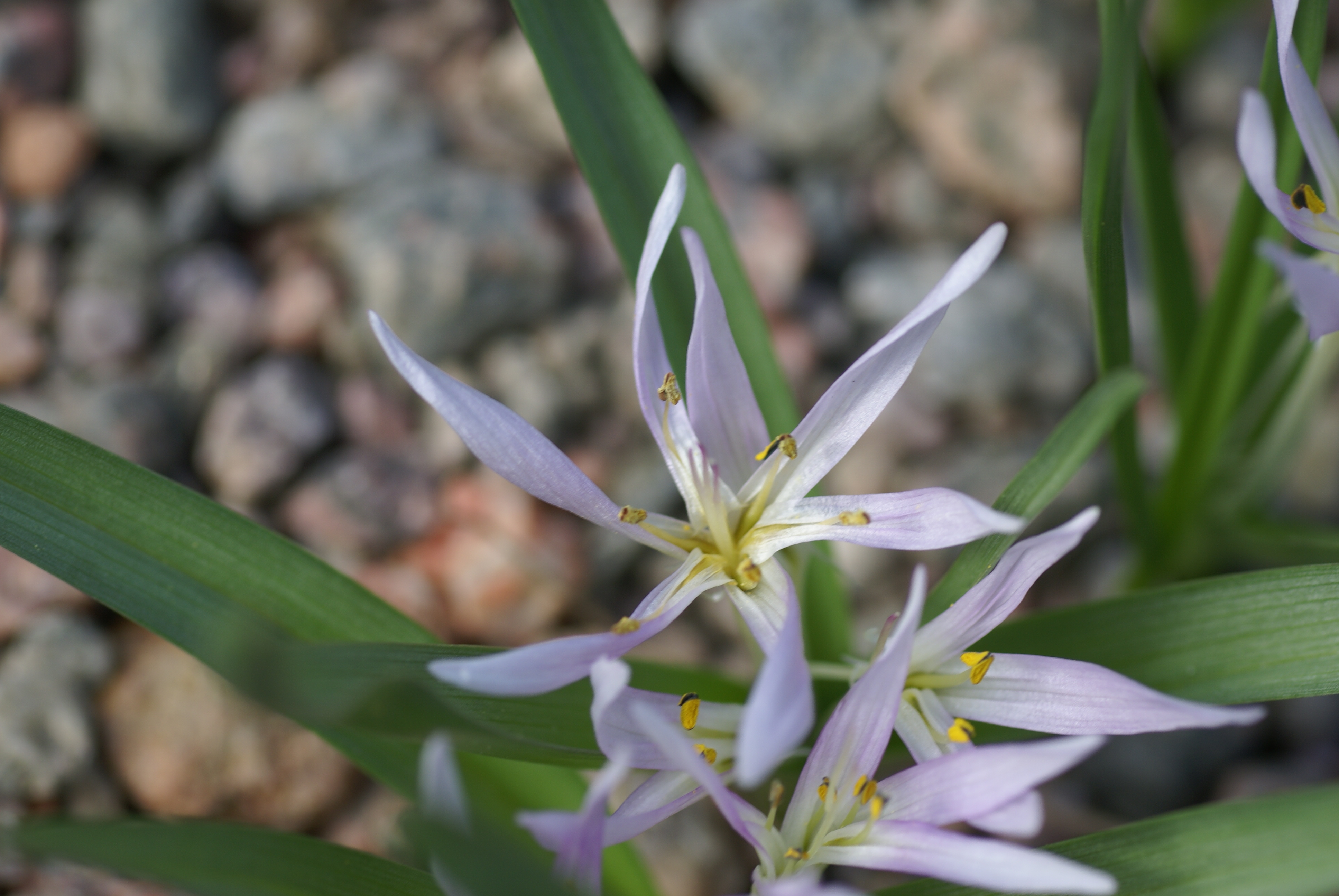
Sprossende Zeitlose (Colchicum soboliferum)

## Merkmale
Die Sprossende Zeitlose ist ein ausdauernde Knollenpflanze, die Wuchshöhen von 3 bis 6 Zentimeter erreicht. Die Knollen haben einen Durchmesser von 7 bis 15 Millimeter. Die horizontalen Bodensprosse sind 2 bis 5 (9,5) Zentimeter lang und 3 bis 8 Millimeter dick. Die 3 (selten 4) Laubblätter messen zu Blütezeit 2 bis 10 × 0,3 bis 0,9 Zentimeter, später erreichen sie 10 bis 27 × 0,3 bis 1,6 (2) Zentimeter. Meist ist nur eine, selten sind bis zu 3 Blüten vorhanden. Die Perigonblattspreite ist linear bis schmal elliptisch, hat am Grund meist Öhrchen, ist weiß, blassrosa oder purpurrosa gefärbt und misst 17 bis 40 × 2 bis 5 (8) Millimeter. Die Staubbeutel sind graugelb bis schwarzpurpurn.
Die Blütezeit reicht von Februar bis März.

## Vorkommen
Die Sprossende Zeitlose kommt im Osten des Balkan, in der Süd- und Mittel-Türkei, in Syrien, in Transkaukasien, im Nord- und West-Iran, in Turkmenien, in Afghanistan und in Südwest-Tadschikistan auf feuchten Grashängen, Schneeflecken und Quellflur-Rändern in Höhenlagen von (200) 1000 bis 2400 Meter vor.

## Taxonomie
Die Sprossende Zeitlose wurde 1835 durch Carl Anton von Meyer in Index seminum (Petropolitanum), Band 1, Seite 34 als Merendera sobolifera erstbeschrieben. Die Art wurde 1926 durch Boris Stefanoff in Sbornuk B'lghar. Akad. Nauk. Band 22 Seite 44 als Colchicum soboliferum (C.A.Mey.) Stef. in die Gattung Colchicum gestellt.

## Nutzung
Die Sprossende Zeitlose wird selten als Zierpflanze für Steingärten genutzt. Die Art ist seit spätestens 1835 in Kultur.